# Nathalie Kosciusko-Morizet
Nathalie Kosciusko-Morizet, född 14 maj 1973 i Paris, är en fransk politiker. Hon tillhör UMP och är ledamot av Frankrikes nationalförsamling. Liksom Anne Hidalgo kandiderade hon i borgmästarvalet i Paris den 30 mars 2014.